# Arnold Schoenberg

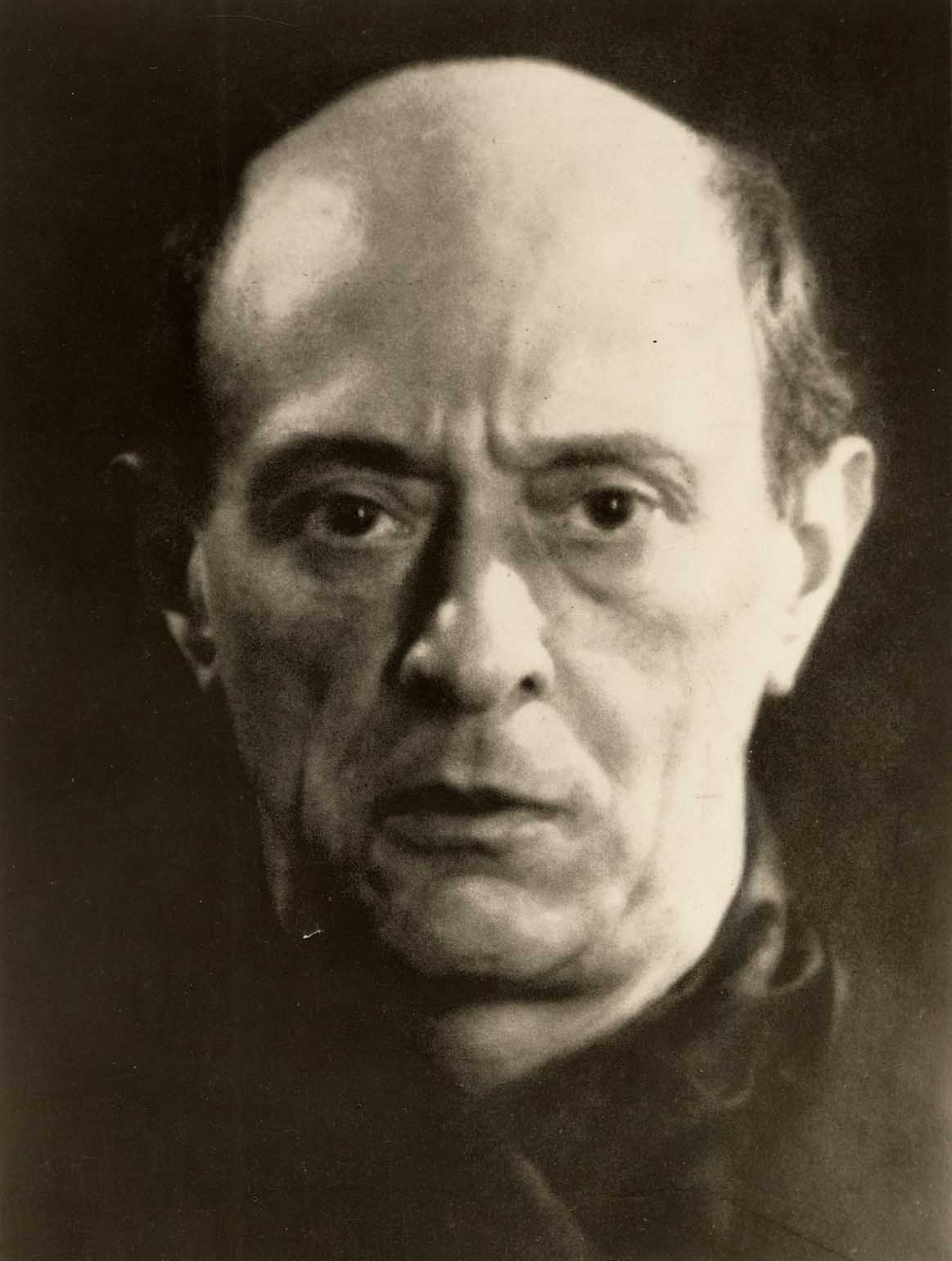
Arnold Schoenberg, năm 1927, bởi Man Ray

Arnold Schoenberg (Arnold Schönberg, tiếng Đức: [ˈaːʁnɔlt ˈʃøːnbɛʁk] ⓘ; 1874–1951) là nhà soạn nhạc, nhà lý thuyết âm nhạc, nhạc trưởng, nhà sư phạm người Mỹ gốc Áo.

## Thân thế sự nghiệp
Schoenberg sinh năm 1874 tại thủ đô Viên của nước Áo. Ông tự học âm nhạc và có học phức điệu vài tháng với thầy Zemlinsky. Từ năm 1901, Schoenberg công tác chỉ huy dàn nhạc và giảng dạy tại Berrlin và Viên. Những năm 1901-1905, ông sống ở Berlin, lưu diễn với tư cách nhạc trưởng, một phần là để giới thiệu tác phẩm của mình. Từ 1915 đến 1917, ông tham gia quân đội. Năm 1918, về Viên, dạy học và nghiên cứu âm nhạc. Từ năm 1925, ông phụ trách lớp sáng tác nâng cao cua Viện Hàn lâm nghệ thuật Berlin. Sau, năm 1933, ông phải di tản từ Đức (Đảng Quốc xã nắm quyền lúc ấy)để sang Paris rồi sang sang nước Mỹ. Một năm sau, Shoenberg định cư ở Los Angeles. Trong khoảng 1936-1944, ông trở thành giáo sư của Đại học Tổng hợp California. Trong thời gian giảng dạy, ông đã đào tạo nên các nhà soạn nhạc có tên tuồi cua thế kỷ XX như Webern, Berg, Wellesz, Erwin Stein,... Ông mất năm 1951 tại Los Angeles, Hoa Kỳ.

## Phong cách sáng tác
Trong giai đoạn sáng tác đầu tiên trong cuộc đời(1897-1907), Schoenberg là một trong những nhạc sĩ lãng mạn cuối thế kỷ XIX(cuối thời kỳ Lãng Mạn). Từ 1908-1921, ông chuyển sang thứ âm nhạc vô điệu tính, hoàn thiện cơ sở lý thuyết cho âm nhạc 12 cung;Schoenberg thuộc trường phái biểu hiện. Từ năm 1922 đến 1951, ông đưa ra hệ thống 12 cung thay cho hệ thống điệu tính. Đó là cơ sở đê rất nhiều nhà soạn nhạc thế kỷ XX có những tìm tòi mới mẻ. Như vậy, ông đã ảnh hưởng tới âm nhạc thế kỷ XX.

## Các tác phẩm
Schoenberg đã sáng tác vở opera Moses và Aron và một số vở opera khác, rất nhiều tác phẩm cho dàn nhạc giao hưởng, trong đó có Giao hưởng thính phòng số 2 Op.38a(1939), Chủ đề và biến tấuOp.43a (1943).Những tác phẩm cho các giọng hát và dàn nhạc phải kể đến Pierrot Lunaire Op.21cho xướng ngôn viên,dàn hòa tấu thính phòng, Thánh thi hiện đại Op.50c cho hợp xướng và dàn nhạc(1950).Còn về nhạc thính phòng Schoenberg có tác phẩm Fantasy cho violin và piano cùng với các tác phẩm khác dành cho piano. Ngoài ra, ông còn có các ca khúc. Về nghiên cứu âm nhạc, Shoenberg có viết Luận về hòa thanh(1922), Những chức năng cấu trúc của hòa thanh(1954), Phong cách và ý tưởng(1972).

## Do Schoenberg ghi âm
- recordings at archive.org
- Video and audio as part of musicology studies Lưu trữ ngày 27 tháng 5 năm 2011 tại Wayback Machine

Danh sách này không đầy đủ, bạn cũng có thể giúp mở rộng danh sách.